# 徐剑鸣
徐剑鸣（1911年—），广东三水人，中华人民共和国政治人物。
担任广州兴华电池厂钳工、工程师。1957年补选第一届全国人民代表大会代表。